# Adrian Cioroianu
Adrian Mihai Cioroianu (Craiova, 5 gennaio 1967) è un politico, storico e giornalista rumeno, ministro degli affari esteri nel Governo Tăriceanu II dal 5 aprile 2007 al 15 aprile 2008.
Professore presso la Facoltà di Storia dell'Università di Bucarest, è autore di numerosi libri di storia rumeni (e in particolare della storia della Romania comunista). È anche conosciuto come coautore di libri di testo delle scuole superiori. A partire dal 2015, Adrian Cioroianu è Ambasciatore della Romania presso l'UNESCO.

## Biografia
Si è laureato nel 1993 presso la Facoltà di Storia dell'Università di Bucarest. Ha poi studiato all'Università Laval in Canada, dove ha conseguito un dottorato. Divenne docente accademico presso la sua alma mater e pubblicò diversi libri sulla storia della Romania, inclusi i tempi comunisti. Nel 1998 è diventato redattore della rivista Dilema. Dal 2000 al 2004 è stato anche coinvolto nella produzione di programmi televisivi per TVR1, Realitatea TV e le stazioni TV Pax. Nel 2012, è diventato decano della Facoltà di Storia dell'Università di Bucarest.
È stato coinvolto nelle attività del Partito Liberale Nazionale. Nel 2004-2008 ha fatto parte del Senato della Romania. Dopo essersi unita la Romania all'Unione europea il 1º marzo 2007, è diventato europarlamentare come rappresentante del PNL nella delegazione nazionale. È diventato vicepresidente del Gruppo dell'Alleanza dei Democratici e dei Liberali per l'Europa e membro della commissione per gli affari esteri.
Ha lasciato il Parlamento europeo il 2 aprile 2007 in connessione con l'insediamento come ministro degli affari esteri nel governo di Călin Popescu Tăriceanu. Criticato nello svolgimento di questa funzione da parte dell'opposizione e dei media nazionali, si è dimesso un anno dopo. Il motivo ufficiale era le accuse di inattività della diplomazia nei confronti di un detenuto rumeno morto nella detenzione preprocessuale a Cracovia dopo uno sciopero della fame. Successivamente è diventato l'autore del programma sulla storia della Romania su TVR2.